# Штанс
Штанс (нем. Stans) — город в Швейцарии, в кантоне Нидвальден. Административный центр кантона.
Местная горная вершина Штансхорн является туристическим курортом. На вершину можно попасть с помощью одной из самых старых горных железных дорог Швейцарии.
Население составляет 7556 человек (на 31 декабря 2006 года). Официальный код — 1509.